# Фатализм

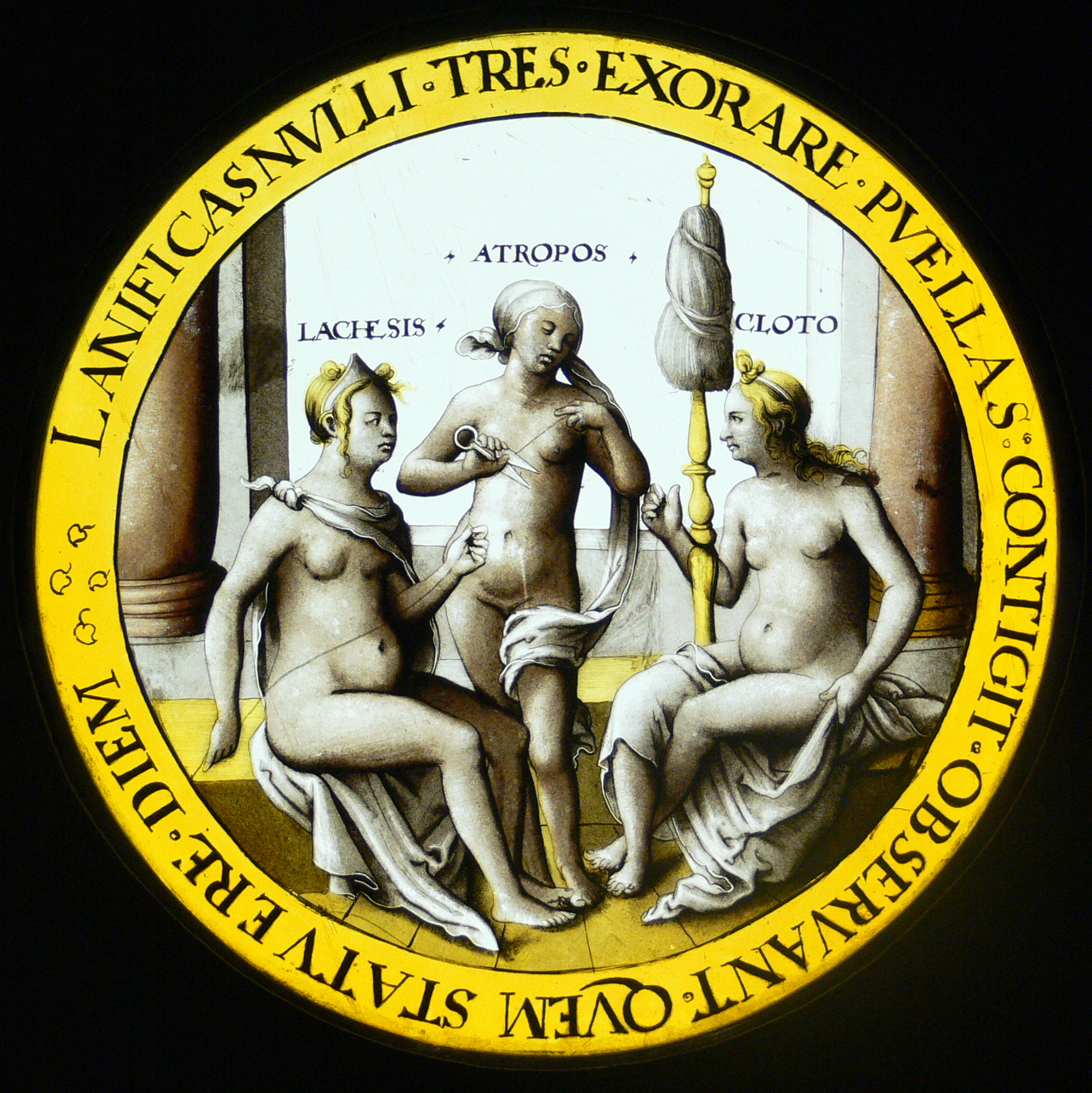
Греческие богини судьбы

Фатали́зм, или фата́льность (от лат. fatalis «определённый судьбой»), — вера в предопределённость бытия; мировоззрение, в основе которого убеждённость в неизбежности событий, которые уже запечатлены наперёд и лишь «проявляются» как изначально заложенные свойства данного пространства.
Научный, философский (равно как и религиозный) взгляд на закономерность бытия, его физической и метафизической составляющих, тесно взаимосвязан с категориями «закономерность» и «случайность», «объективность» и «субъективность», «Творец» и «Человек», «творческое» и «тварное», и т. д.
Фатализм во всех его проявлениях есть одна из систем самоопределения человека в его отношении к целесообразности развития и смыслу бытия.

## Фатумисвобода воли
Основной причиной непризнания фатализма современным обществом, неприятия его всерьёз, является вера в спонтанность творческого процесса, возможности научного поиска, включающие в себя элемент безграничности, озарения. В то же время научный, инженерный подход, доверяющий лишь очевидному и непротиворечивому, настаивает на наличии таких закономерностей даже в творчестве.
Слово «фатализм» нередко употребляется также как синоним «бытового» пессимизма — от неверия в возможность благополучного исхода инициативы и до мрачной уверенности в отрицательном её результате.
Но всё же, кроме «обывательского пессимизма», более распространено античное, «философское» понимание фатума как соединения изначальных факторов неживой природы (всевозможные стихии) и последствия творения живых сущностей. Для античного человека все необоримые стихии, это — порождение «соответствующих» богов, «продукт их творческих усилий». Кроме свобод всемогущих богов, в той же системе, в противовес и, одновременно, в дополнение понятию «фатум» существует ещё такая вещь, как «жребий» (лат. fors). Это словно бы «зазор», переменная в программе, благодаря которой реализация фундаментального высшего замысла приобретает живую индивидуальную вариабельность, а приносимые героями жертвы — действительное оправдание.
В связи с этим, фатум, фатальное — есть «коллективно» творимая и «уже-завершённая-в-будущем» машина, в которой пассивным участникам достаётся участь «винтика», «инструмента» («plebeium in circo positum est fatum», лат.  — «толпа огорожена судьбиной»). Что касается активных героев, то у них — роль «сырья», «расходного материала». Таким вот образом фатум каждого живого существа и составляет единую «фатум-систему». В точности так, как из эпизодов и реплик складывается драматическое действие, происходящее в предлагаемых обстоятельствах и заканчивающееся предполагаемым образом. В этом свете бунт против рока — осмысленно совершаемый подвиг, уничтожающий героя, но влияющий на «машину» в целом; чреватая, но необходимая сущему «импровизация». («Fata volentem ducunt, nolentem trahunt», лат.  — «Желающих судьба ведёт, а не желающих — тащит»). Здесь стоит заметить, что эллинистические (и «дочерние» латинские) школы оперируют категорией рока-фатума в целом солидарно.
Если провести довольно условную параллель с «восточными доктринами», то в индийской традиции, по-видимому, фатуму как процессу наиболее близким будет такое понимание судьбы (дайва), в котором худая карма одного всё водит и водит по миру сансары («Колеса жизни»), а добрая другого — позволяет ему выйти из круга рождений. Причём, от бога закон независим (просто богу рамки уже не нужны). В циклически повторяемом бытии мира, с его изначальной данностью, есть универсальный закон бытия (Дха́рма санскр. धर्म, dharma). В широком смысле такое относится как к индуизму, так и к буддизму.
Китайская философия, которую от «западной» отличает цельное (холическое) восприятие, понятие фатума не рассматривает в принципе, а более заботится о методах управления жребием (или, по большему счёту, взаимодействия с ним).
В иудаизме тоже есть соответствие понятиям фатума и жребия, хотя довольно условное и своеобразное. В книге Мишна сказано: «Аколь цафуй, веарешут нетуна, убетов аолам нидон» — «Все предопределено, но свобода дана; а мир судится по благости». Условность такой параллели — вот в этом акценте на свободе воли, которая для еврея возведена в норму жизни.
В исламе термины «кадар» и «кадā'» означают Божеское предопределение, решение Аллаха, осуществления Его воли. Это не просто решение, а — справедливое решение, справедливое распределение. Это воля и мощь Аллаха, воплощённая соразмерно, правильно.
В Коране нет прямого указания на то, что людям заранее (до рождения) суждено после смерти попасть в Рай или Ад, однако такие указания встречаются в некоторых хадисах:
"Муса спросил его [Адама]: «Ты ли Адам, которого Аллах создал своей Рукой, <…> а ты затем своим грехом опустил людей на землю?» Адам сказал: «<…> За сколько лет до моего создания, по твоему, Аллах записал Таурат (Тору)?». Муса ответил: «За сорок лет». Адам спросил: "А нашёл ли ты, что там написано «Адам ослушался своего Господа и впал в заблуждение». (Та Ха: 121) Муса ответил: «Да», тогда Адам сказал: «Разве ты порицаешь меня за то, что я сделал дело, и Аллах предначертал мне, что я сделаю это, за сорок лет до того как Он меня создал?» (Имам аль-Бухари привёл этот хадис от Абу Хурайры в «Книге историй о пророках», в разделе «Смерть Мусы» (6/440), № 3407).
"Создав Адама в своё время, Аллах ударил его по правому плечу и извлёк оттуда его белых потомков, подобных жемчугу. [Потом] Он ударил его по левому плечу и извлёк оттуда его чёрных потомков, подобных углю*, после чего сказал тем, кто находился справа от [Адама]: «[Вы войдёте] в Рай, и Я не буду обращать внимание [на то, что вы совершали]». Тем же, кто был в левом плече [Адама], Он сказал: «[Вы войдёте] в Огонь, и Я не буду обращать внимание [на то, сколько вас будет]». [Ахмад, т. 6, с. 441; Баззар, № 2144].
Также в Коране есть ясные указания на то, что люди могут встать на правильный/ложный путь лишь по воле Аллаха.
В трёх главных Авраамических религиях, помимо «диалогового» (между Творцом и человечеством) характера истории, наличествует «неслепая», этически определённая — справедливая, созидательная и открытая — заинтересованная в сотрудничестве с человеком позиция го́спода.

## Форс ифатум(о случайности и предопределённости)

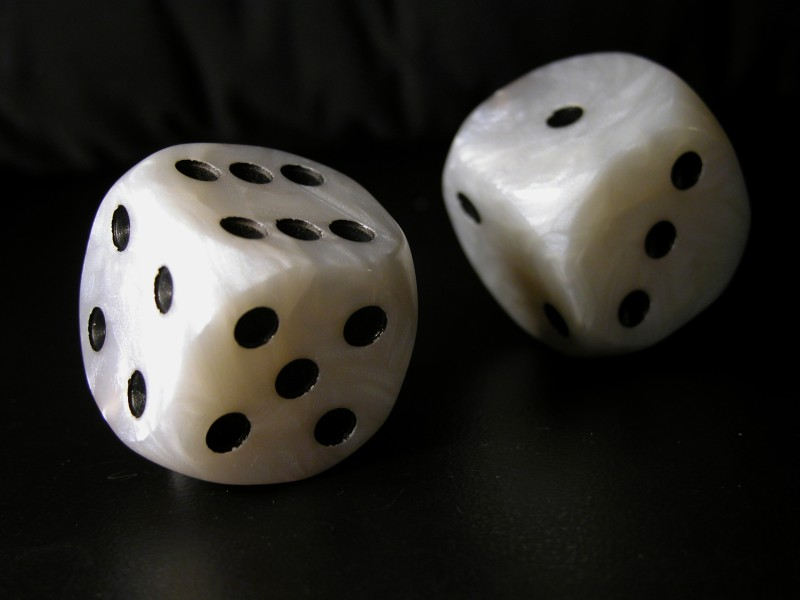
Кости

В древние времена гадатели для того, чтобы выявить предопределённое свыше, использовали различные предметы. Из дошедших до наших дней к таковым относятся игральные карты и кости.